# Терегуловы
Терегуловы — татарский дворянский род. Родоначальник — Терегул Еникеевич Кульдяшев, сын мурзы Еникея Кульдяшева, родоначальника Еникеевых.

## История
Сыновья Терегула Кульдяшева — Теняш (Теребирде), Уразай, Теляш, Кусакай Терегуловы. В 1625 году за военную службу им был присвоен дворянский титул. По указу Петра I от 3 ноября 1713 года Терегуловы были лишены дворянства вместе с другими мурзами мусульманами. Позже указами императрицы Екатерины II от 22 февраля 1784 года и 15 мая 1796 года им было возвращено звание мурз, но не предоставлено право владения поместьями и землей.
Известны также имена:
1. Ильбак Терегулов Батыршевич
2. Исмаил Терегулов Сулейманович
3. Хансуяр Терегулов Муртазович
4. Мурсалим Терегулов Юзаевич
5. Мусель Терегулова Сулейманович
6. Тимербулат Терегулов Ислакович
7. Хусаин Терегулов Батыршевич

В 70-х годах XVIII века Терегуловы переселились из Темниковского уезда Тамбовского наместничества в Оренбурскую губернию.
Вместе с представителями мурз Еникеевых они приехали и поселились в селе Каргалы Канлинской волости Казанской даруги (ныне село Верхние Каргалы Благоварского района). В 1777 году они договорились с местными башкирами о том, что они могли пользоваться более 14 тысячами десятин земли на берегу реки Каргалы (притока реки Чармасан ).
Род Терегуловых записан в 6-ю часть дворянской родословной книги Оренбургской губернии. К этому роду принадлежал Усман Нигматуллович Терегулов.